# Roseline Botes
Pas d'image ? Cliquez ici

b Matchs officiels uniquement.
Roseline Botes est une joueuse internationale de rugby à XV sud-africaine née le 25 novembre 1999, évoluant au poste de talonneur.

## Biographie
Roseline Botes naît le 25 novembre 1999. En 2022 elle joue pour le club de Westerne Province du Cap. Elle a 5 sélections en équipe nationale quand elle est retenue en septembre 2022 pour disputer sous les couleurs de son pays la Coupe du monde de rugby à XV en Nouvelle-Zélande.